# Минидока (округ)
Минидо́ка (англ. Minidoka) — округ в штате Айдахо. Административным центром является город Руперт.

## История
Округ Минидока был образован 28 января 1913 года. Название округ получил по первому поселению Минидока. Само же слово «минидока» имеет индейское происхождение. Существует две версии относительно его происхождения: согласно одной из них, "минидока" означает «источник воды» на языке Сиу, однако до 1946 года в округе не было обнаружено ни одного источника; по другой версии, с языка племени шошонов оно переводится, как «широкий простор» и означает долину реки Снейк.

## Население
По состоянию на июль 2008 года население округа составляло 18 645 человек. С 2003 года население уменьшилось на 688 человека, то есть, на 3,56 %.

## География
Округ Линкольн располагается в юго-центральной части штата Айдахо. Площадь округа составляет 1 976 км², из которых 9 км² (0,44 %) занято водой.
|                  |          | Блейн |
| Джером, Линкольн | север    | Блейн |
| Джером, Линкольн | Минидока | Блейн |
| Джером, Линкольн | юг       | Блейн |
|                  | Каша     |       |

### Дороги
- — I-84
- — ID-24
- — ID-25

### Города округа
- Асекия
- Берли (частично)
- Минидока
- Пол
- Руперт
- Хейберн

### Достопримечательности и охраняемые природные зоны
- Национальный монумент Лунные кратеры (частично)
- Национальный заповедник Минидока (частично)